# Ewoud van Everdingen

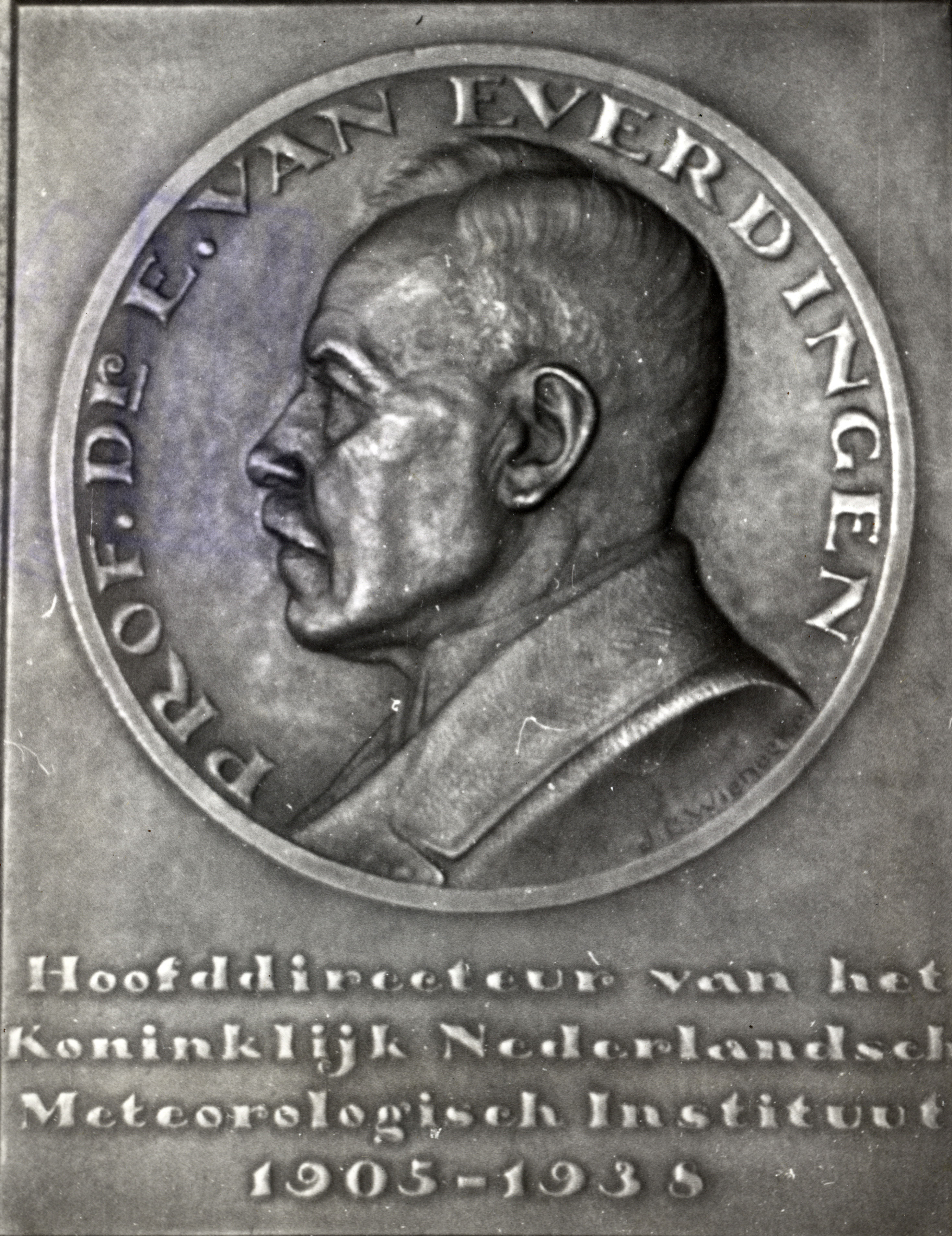
Portret van professor E. van Everdingen door Johannes Cornelis Wienecke.

Ewoud van Everdingen (Delft, 26 februari 1873 – Amersfoort, 17 juli 1955) was een Nederlands natuurkundige, meteoroloog, oceanograaf en klimatoloog.
Van Everdingen studeerde wis- en natuurkunde in Leiden en promoveerde daar in 1897 bij Kamerlingh Onnes op het proefschrift Metingen over het verschijnsel van Hall en de toename van den weerstand in het magnetisch veld. Daarna was Van Everdingen assistent van Kamerlingh Onnes op het Leidse natuurkundig laboratorium en van 1900 tot 1910 privaatdocent in de natuurkunde. In 1903 trad hij in dienst van het Koninklijk Nederlands Meteorologisch Instituut (KNMI) in De Bilt als directeur. Van 1907 tot 1938 was hij hoofddirecteur.
In 1910 werd hij benoemd tot buitengewoon hoogleraar in de meteorologie, klimatologie en oceanografie aan het Geografisch Instituut van de Universiteit Utrecht. In 1921 werd hij verkozen tot lid van de Koninklijke Nederlandse Akademie van Wetenschappen (KNAW).